# T-ZONE
T・ZONE（ティー・ゾーン）は、かつて日本や台湾、韓国に存在したパソコンショップやパソコンパーツ販売店に使用されていた屋号（店名）。
運営会社は、当初は株式会社亜土電子工業で、後に株式会社CSK・エレクトロニクス、株式会社ティー・ゾーンと商号変更。2003年の会社分割による子会社移管後の運営会社は、株式会社T・ZONE DIYで、後に合併により株式会社T・ZONEストラテジィに商号変更。
以前は、パソコンショップとして大規模な店舗をチェーン展開していたが、業績悪化により次々閉店し、2010年11月29日、最後に残った秋葉原の「T・ZONE DIY ショップ」（1999年10月7日開店）も閉店し、廃業となった。
2006年時点で、社名並びにブランド名の表記は「T・ZONE」（中点を使用）と「T-ZONE」（ハイフンを使用）が混在して使われていた。

## 概説

### パソコン小売店として成長
T-ZONEは亜土電子工業とトヨムラの事業提携から始まった。株式会社亜土電子工業（あどでんしこうぎょう）は、1975年に創業した国外資本の電子部品商社で、主に米韓台相手の交易を行う傍ら、秋葉原に店舗を構えて小売も手掛け、マニアが集うマイコンブームの中心地の一つでもあった。一方の株式会社トヨムラは、1956年にトヨムラ電気商会として創業。電子部品やアマチュア無線機器などの販売を行っていた。
1987年、トヨムラが本店ビル「T-zone」（旧トヨムラ中央店。"T"はトヨムラの頭文字。現在のツクモeX店）を新築中に資金難に陥ったとき、当時株式の店頭公開を行った亜土電子工業が資本参加し、テナントとして入居。「T-ZONE」の商号を用い始めた。

### 全国展開へ
亜土電子の店「T-ZONE ADO」では、早くからApple社のMacintosh、IBM PS/2シリーズ等の海外製パーソナルコンピュータの並行輸入品やPC/AT互換機も扱っていたが、1980年代後半のパソコンの本格的普及期がバブル景気と重なった追い風を受けて、隣接する家電量販店のザ・ミナミ（現在のドン・キホーテ秋葉原店）を旗艦店に、パソコンショップ「T・ZONE」各店を日本国内のみではなく国外でも展開するまでに成長した。また、イオン（当時はジャスコ）と共同で、ジャスコ店内にJ-ZONEを展開していた時期もあった。最盛期には売上高約1000億円・20店舗・社員約500人を数えた。
しかし、性急過ぎた事業拡大や、バブル崩壊による金利負担の増大や、主力商品が一般化して品揃えの独自性が削がれ、安売り競争に巻き込まれたことなどで経営が悪化。1995年に独立系システムエンジニアリング企業であるCSKの資本参加を受け入れて同社の子会社となり、1999年には社名を株式会社CSK・エレクトロニクスに変更した。

### 迷走する経営、事業の縮小
2002年、親会社CSKが創業者の大川功名誉会長（兼セガ代表取締役会長兼社長、等々）の死去に伴い方針転換し、肥大したグループ企業群の整理に着手。投資ファンドである株式会社ヴィーナス・ファンド・ホールディングスが、CSK・エレクトロニクスに対して公開買付（TOB）を実施し、取得株式82.76%で子会社化（事実上の会社譲渡）され、社名を株式会社ティー・ゾーンに再変更した。以降、名義上の株主が転々とし、ティー・ゾーンは実業色を薄めて投資用持株会社の性格を帯びるようになった。
これと前後して、不採算店舗の撤退を開始。同年2月8日に秋葉原本店をリニューアルしたものの、5月31日には「T-ZONE AKIBA PLACE」へ移転縮小。しかしここも黒字化できぬまま、翌2003年2月に店舗を3分の1に再縮小した末、4月20日に突如閉店。結局、元の「T-ZONE ADO」の業務形態に近い「T-ZONE DIYショップ」だけが残った。
2003年8月には会社分割を実施し、株式会社ティー・ゾーンは株式会社T・ZONEホールディングスになり持ち株会社化。パソコンパーツ関連部門は新設子会社の株式会社T・ZONE DIYに移管された。
更に2004年10月、株式会社T・ZONE DIYは同じT・ZONEホールディングス傘下のソフトウェア会社である株式会社ストラテジィと合併し、株式会社T・ZONEストラテジィに改編された。

### 事業廃止へ
2003年以降1店舗体制で事業を継続していたが、1店舗体制ゆえ大量仕入れのメリットを享受できず、2010年3月期決算で赤字に転落していた。その上、2010年9月に親会社のMAGねっとホールディングスが税金の滞納により国税局から差し押さえを受ける事となり、連結子会社のT-ZONEも計1億4千5百万円を差し押さえられた。これにより運営会社の株式会社T・ZONEストラテジィは事業継続が困難と判断、2010年11月29日に事業の全部を同年12月31日付で廃止することを決定。これに伴い、T・ZONE DIYショップは同日の営業をもって閉店となった。
また、T・ZONEの事業譲渡は行われず、パソコン関連製品販売事業に関する資産（在庫、什器）を、パソコンショップ「ドスパラ」を運営する株式会社サードウェーブに売却し、2011年以降T・ZONE店舗跡地にドスパラの新店舗として「ドスパラPCパーツ館（仮称）」が開店する予定であると発表された。

### 閉店後
2011年2月7日、同年3月4日にT・ZONE店舗跡地にドスパラが「ドスパラパーツ館」を新規開店することが発表され、予定通りに開店した。
一方、T・ZONEの一部スタッフはグッドウィルの子会社、株式会社ウィルが手がけるPCパーツショップ「PC DIY SHOP FreeT（フリート）」の運営に参加、2011年4月29日に開店した。その後2012年4月20日にユニットコムが事業を継承し、同店の運営を行っている。現在は秋葉原地区の店舗ブランドは「BUY MORE」に統合されている。
2013年4月1日にMAGねっとホールディングスがT･ZONEストラテジィを吸収合併して、法人としても消滅した。

## 沿革
- 1975年8月 - 東京都新宿区に株式会社亜土電子工業として設立。
- 1977年3月 - 東京都千代田区外神田に本社移転。「ADOパーツショップ」を開設。
- 1981年6月 - 「ADOマイコンショップ」を開設。
- 1985年11月 - 「ADOテクニカルセンター」を開設。
- 1986年3月 - 米国に「AMERICA ADO, Inc.」を設立。
- 1987年
  - 1月 - 店頭市場（現・ジャスダック市場）に株式登録。
  - 5月 - 株式会社トヨムラと共同でT-ZONE 1号店を秋葉原に開設（当時はT-ZONEは株式会社トヨムラの商標）。
- 1988年10月 - 香港に「中国亜土電子製造有限公司」を設立。
- 1990年6月 - 株式会社セガ・エンタープライゼスと資本提携。
- 1991年10月 - 「T-ZONE大阪店」を開設。
- 1992年2月 - 「T-ZONE上尾店」を開設。
- 1994年6月 - 「T-ZONEミナミ」を開設。
- 1995年3月 - 株式会社CSKと資本提携。
- 1996年
  - 2月 - カトーデンキ販売株式会社（ケーズデンキ）と業務提携。
  - 11月 - 「上野百貨店マルチメディア館T・ZONE」を開設。
- 1997年3月 - 「T-ZONEサニーベール店」を開設。
- 1999年8月 - 株式会社CSK・エレクトロニクスに商号を変更。
- 2000年9月 - T-ZONEの商標を株式会社トヨムラより譲受。[1]。
- 2002年
  - 3月 - 株式会社CSKが株式会社ヴィーナスファンド・ホールディングスの公開買付に応じ、株式会社ヴィーナスファンド・ホールディングスの子会社（出資比率82.8%）に（ヴィーナスファンド投資事業組合による経営権取得）。
  - 5月 - 秋葉原の本店閉店。
  - 6月 - 商号を株式会社ティー・ゾーンに変更。
- 2003年8月 - 会社を分割して、本体は持ち株会社化。パソコン関連製品販売事業を新設子会社・株式会社T・ZONE DIYに移管。
- 2004年10月 - 株式会社T・ZONE DIYと株式会社ストラテジィが合併し、株式会社T・ZONEストラテジィに。
- 2010年
  - 11月29日 - 株式会社T・ZONEストラテジィの取締役会で、事業全部の廃止を承認する決議。「T-ZONE DIYショップ」の営業を終了し廃業。
  - 12月31日 - 株式会社T・ZONEストラテジィが事業廃止を終了。
- 2013年4月1日 - 株式会社MAGねっとホールディングスに吸収合併。

## 閉鎖した店舗

### 秋葉原
- 本店 - 1994年6月にミナミ無線電機本店ビル内に、T-ZONEミナミとして開店。1999年6月、本店に改称[13]。2002年2月8日リニューアルオープンしたものの[14][15]、3か月後の2002年5月31日閉店[16]。ラオックスアソビットシティ[17] を経て、現在はドン・キホーテ秋葉原店とAKB48劇場[18]。
- アウトレット店 - 旧本店。1999年6月の本店移転後はアップル館となった後、1999年10月22日、(旧)アウトレット店が当地に移転[19]。2000年6月閉店。現在はツクモeX.[20]。
- (旧)アウトレット店 - JR高架下（明神坂ガード北側）にて営業。1999年10月、旧本店に移転により閉店。跡地はラブロス”クリックアンドブリック"、店舗解体後JRの資材置き場を経て、現在はCHABARA AKI-OKA MARCHE。
- Junk!店 - 2002年10月20日開店[21]。2003年2月2日閉店[22][23]。ファナティック東京店、ホワイトキャンバス秋葉原本店、ガチャスポット アキバ DE PON!を経て、現在は駿河屋秋葉原店 ゲーム館。
- AKIBA PLACE - 秋葉原本店の閉店と同日2002年5月31日開店[24]。2003年4月20日閉店[4]。
- 東ラジ店 - 東京ラジオデパート地下1階下りエスカレータ前に所在。1999年7月31日閉店[25]。
- PC PRO SHOP - 旧アップグレードギャラリー。1999年9月4日にPC PRO SHOPにリニューアルオープン[26]。ADOパーツショップから続いた店舗。2000年11月26日閉店。跡地はトヨムラ無線ゾーン、PCサクセス2号店、三月兎2号店を経て、現在はビジネスステーションカフェ 秋葉原店。
- PC DIY SHOP - 1999年10月7日開店。T-ZONEの名称およびパソコンショップとして最後まで残った店舗であった。2010年11月29日閉店。ドスパラパーツ館を経て2016年2月に建物は解体され、「アパホテル 〈秋葉原駅電気街口〉」が建てられた[27][28]。

- ヤマギワリビナ本館解体後に出現した
ADOパーツショップ時代の広告
- 廃業直後のPC DIYショップ

### 北海道
- 札幌店 - 1996年5月25日開店[29]。2001年3月31日閉店。
- 札幌Mac&アウトレット館

### 関東
- 宇都宮店（上野百貨店マルチメディア館）- 1996年11月30日開店[30]。1999年6月閉店。
- 土浦店 - 現在はピーシーデポスマートライフ土浦店。
- 上尾店 現在は上尾アーバンクリニック
- 宮原店 - 国鉄（当時）高崎線宮原駅の西口線路際の2階建て店舗でトヨムラとして開業。T-ZONEに店名を変更し、その後に閉店[要出典]。
- 所沢店 - 1996年6月8日開店[29]。2002年2月17日閉店[31]。
- 柏店 - 1996年6月8日開店[29]。2002年2月11日閉店[31]。
- 船橋ららぽーと店 - 1995年11月、現ららぽーとTOKYO-BAYの船橋そごう店として開店。2002年1月29日閉店[31]。そごう部分も2012年1月で閉館。
- 新宿店 - 1996年6月8日新宿ソリューションセンターとして開店[32]。2002年2月3日閉店[31]。現在は宝塚大学東京新宿キャンパス。
- 渋谷店 - 1998年7月4日開店[33]。2002年3月31日閉店[34]。
- 吉祥寺店 - 2000年2月25日開店。2003年2月2日閉店[22][23]。
- 聖蹟桜ヶ丘店 - 2000年9月、ザ・スクエア2階に開店。2002年2月28日閉店[31]。
- 横浜店 - 中区松影町のロックヒルズ（通称エジソンプラザ）1階に所在。
- 相模大野店 - 1997年4月29日、国道16号東林間入口交差点、ハーモス相模大野2階に開店[35]。1999年9月15日閉店。ハーモス相模大野も2017年3月20日に閉店。[36] 建物も解体された。
- 横須賀店 - 2001年4月20日開店[37]。2002年2月3日閉店[31]。

### 中部
- 新潟店 - 1996年10月26日、万代シテイビルボードプレイス内に開店[38]。1999年7月、女池上山へ移転。2001年10月28日閉店。
- 岡島店 - （山梨県甲府市北口）
- 長野店 - 1997年10月10日開店。フランチャイズ店だったが、2003年11月頃閉店。
- 静岡店 - 旧店舗跡は現在、OAナガシマ静岡国吉田店。後述のトヨムラ静岡店（FC店）は別の場所に。

### 関西
- 江坂店 - 2000年3月24日開店。2002年1月27日閉店[31]。
- 梅田店 - 1995年5月大阪駅前第3ビル地下1階に開店。2002年3月1日閉店。
- 難波駅前店 - 2000年3月24日開店。2001年3月31日閉店。
- 日本橋店 - 1997年5月開店。2002年3月1日リニューアル[34]。2002年6月9日閉店[39]。現在はパソコン工房本店。
- 神戸三宮店 - 1998年3月28日開店[40]。2000年3月12日閉店[41]。現在は ジュンク堂書店三宮店。

### 中国・九州
- 広島店 - 1996年5月25日開店[29]。2001年3月31日閉店。T-ZONEの前はそごう広島店着物館。現在はパチンコ店。
- 博多店 - 1996年4月開店したキャナルシティ店を2000年5月19日に移転。2001年3月31日閉店。

### 台湾
- 台北忠孝店
- 三重湯城店 - 1997年5月18日開店（台湾2号店）。
- 台北和平店
- 台北東區店 - 1997年12月25日、太平洋SOGO新館前に開店。
- 台北天母店
- 民生資訊館
- 汐止便利店
- 高雄林森店 - 1997年8月6日開店（台湾3号店）。

### 韓国
- 鍾路店 - 1997年10月25日開店（ソウル1号店）。
- 江南店 - 1998年2月14日開店[40]（ソウル2号店）。
- 他

上尾店と静岡店はその後、「トヨムラ」として無線機器・パーツ専門店となっている（パソコンショップではなく、どちらも場所は移転している。旧上尾店は北足立郡伊奈町、前述の静岡店も市内であるが別の場所）。

## その他の業態
2002年6月には、当時のT-ZONE本店にあった美少女ソフト・アニメ系商品取り扱い部門を分割して設立した「emania（エマニア）」を、7月19日には新たな業態として、メイド喫茶「Mary's（メアリーズ）」を開店している。その後、emaniaは閉店、Mary'sは「Cafe Mai:lish（カフェメイリッシュ）」へと店名を変更 したのち、ソフトウェア流通・販売子会社ジェイ・ノード（2005年4月に事業を停止）へ事業を移管、同社株式売却を経て、現在は株式会社メイリッシュによる独立した経営を行っている。